# Джонс (проток)
Джонс (на английски: Jones Sound) е проток в Северния ледовит океан между островите Елисмиър на север и Девън на юг, от Канадския арктичен архипелаг. Дължината му от изток на запад е около 300 km, а ширината – от 60 до 80 km. В източния му вход е разположен остров Кобург, като северно и южно от него са протоците Глейшър и Лейди Ан, чрез които протокът Джонс се свързва с Бафиново море. В северозападния му вход е разположен остров Норт Кент, като източно и западно от него са протоците Хел Гейт и Кардиган, чрез които пък се свързва със залива Норуиджън Бей (Норвежки залив). Бреговете му са високи, стръмни и силно разчленени от десетки дълги и тесни фиорди, вклиняващи се дълбоко навътре в южния бряг на остров Елисмиър и в северния бряг на остров Девън. В южната му част е разположен широко отвореният на север залив Бер. През по-голямата част от годината е покрит с ледове. През целия проток преминава бавно морско течение от запад на изток, към Бафиново море.
Източният вход на протока Джонс е открит през лятото на 1616 г. от английския полярен мореплавател Уилям Бафин, щурман в експедицията на Робърт Байлот. Цялото северно крайбрежие на залива (южния бряг на остров Елисмиър) е открито, изследвано и картирано през 1899 – 1900 г. от експедицията на норвежкия полярен изследовател Ото Свердруп.